# Phytoecia pauliraputii
Phytoecia pauliraputii là một loài bọ cánh cứng trong họ Cerambycidae.